# Arbutus mollis
El Arbutus mollis (conocido como madroño) es una especie fanerógama de la familia Ericaceae. Es un arbusto de hasta 80 cm de alto, con hojas todo el año (perenne), posee corteza exfoliante, lo que permite ver la corteza interior, la cual es de color café rojizo, una característica de varias especies de madroños. Las hojas son de color verde, lustrosas, con el borde aserrado, la nervadura central puede estar desnuda o presentar pelos; las flores son de color rosado o blanco-rosado; los frutos miden hasta 9 mm de largo, se encuentran dispuestos en racimos y son de color rojo.

## Clasificación y descripción
Arbusto de hasta 80 cm de alto, perenne, corteza exfoliante en segmentos rectangulares, corteza interior de color café rojizo, hojas ovadas, coriáceas de hasta 5,4 cm de largo y 2,6 cm de ancho, ápice agudo, de 5-13 dientes por cm; haz de color verde obscuro, lustroso, glabro o pubescente sobre la nervadura central, rara vez sobre nervaduras laterales; envés glabro; peciolo pubescente solo en el lado adaxial; inflorescencia con tricomas glandulares, brácteas lustrosas; frutos de hasta 9 mm de largo, dispuestos en racimos, de color rojo intenso o rojo oscuro; una o dos semillas por lóculo, raramente tres, de color pajizo.

## Distribución
Esta especie es nativa de México, se localiza en los estados de Aguascalientes, Chihuahua, Durango, Guerrero, Hidalgo, Jalisco, México, Michoacán, Nayarit, Oaxaca, San Luis Potosí y Sinaloa.

## Ambiente
Se distribuye en bosques templados de coníferas y latifoliadas, en un rango altitudinal que va de los 2071 a los 2375 m s. n. m.

## Estado de conservación
Esta especie se encuentra listada en la NOM-059-SEMARNAT-2010 en la categoría Sujeta a Protección Especial (Pr). En la Unión Internacional para la Conservación de la Naturaleza (UICN) aparece bajo la categoría de No Evaluada (NE). Y al ser una especie amenazada en México, se halla regulada bajo el Código Penal Federal, la Ley General del Equilibrio Ecológico y Protección al Ambiente, y la Ley General de Vida Silvestre.